# 파라 (아프가니스탄)

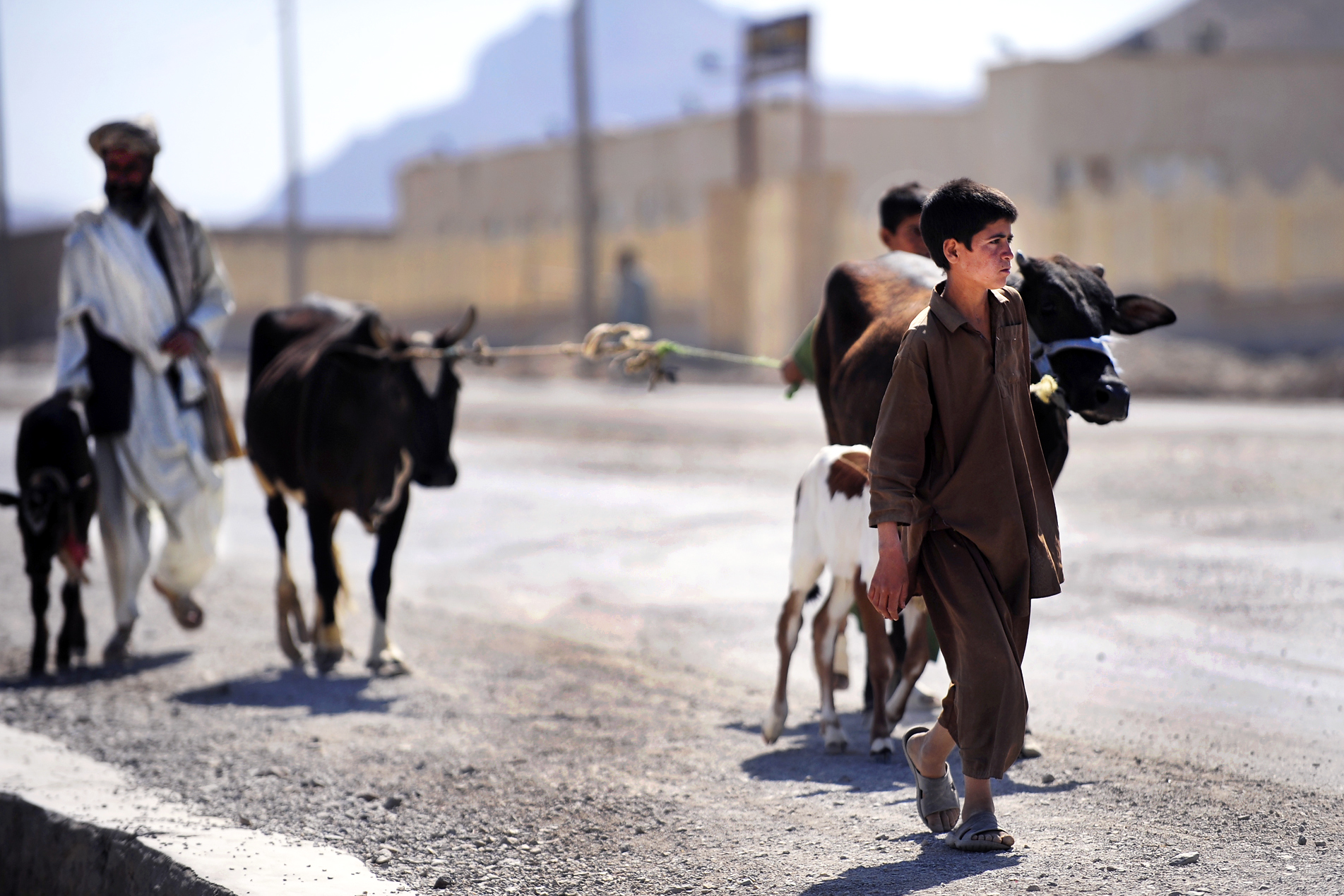

파라(Farah, 페르시아어: فراه)는 서부 아프가니스탄의 도시이자 파라 주의 주도이다. 현재 탈레반이 장악하고 있다.

## 지리
파라는 해발 650m에 위치해 있으며 주변 지역은 평원과 낮은 산들로 이루어진 건조한 지역으로 파라 강과 하루트 강이 흐른다.

## 기후
이 도시의 남쪽에는 넓은 사막이 있어 여름에는 몹시 무덥고 먼지가 많다.
| Farah의 기후                        | Farah의 기후 | Farah의 기후 | Farah의 기후 | Farah의 기후 | Farah의 기후 | Farah의 기후 | Farah의 기후 | Farah의 기후 | Farah의 기후 | Farah의 기후 | Farah의 기후 | Farah의 기후 | Farah의 기후 |
| 월                                  | 1월          | 2월          | 3월          | 4월          | 5월          | 6월          | 7월          | 8월          | 9월          | 10월         | 11월         | 12월         | 연간         |
| ----------------------------------- | ------------ | ------------ | ------------ | ------------ | ------------ | ------------ | ------------ | ------------ | ------------ | ------------ | ------------ | ------------ | ------------ |
| 일평균 최고 기온 °C (°F)            | 14.9 (58.8)  | 16.7 (62.1)  | 23.6 (74.5)  | 28.1 (82.6)  | 34.6 (94.3)  | 40.3 (104.5) | 42.4 (108.3) | 40.7 (105.3) | 35.6 (96.1)  | 29.3 (84.7)  | 22.1 (71.8)  | 16.5 (61.7)  | 28.7 (83.7)  |
| 일평균 최저 기온 °C (°F)            | −0.1 (31.8)  | 2.2 (36.0)   | 8.3 (46.9)   | 12.1 (53.8)  | 17.0 (62.6)  | 22.0 (71.6)  | 24.8 (76.6)  | 21.8 (71.2)  | 16.3 (61.3)  | 9.4 (48.9)   | 2.4 (36.3)   | −1.0 (30.2)  | 11.3 (52.3)  |
| 평균 강수량 mm (인치)               | 18 (0.7)     | 22 (0.9)     | 13 (0.5)     | 8 (0.3)      | 3 (0.1)      | 0 (0)        | 0 (0)        | 0 (0)        | 0 (0)        | 0 (0)        | 4 (0.2)      | 10 (0.4)     | 78 (3.1)     |
| 출처: Climate-Data.org,Climate data |              |              |              |              |              |              |              |              |              |              |              |              |              |

## 경제
강물이나 지하수(카리즈)에 의존하는 관개농업이 활발하며, 농작물로는 밀·목화·담배·보리 등이 재배된다. 평원에서는 염소와 양을 키우고, 양털을 이용해서 깔개나 양탄자를 짠다.

## 인구
인구는 37,400명이며 대부분 타지크인이다.

## 역사
이 곳에는 알렉산더 대왕이 건설한 성채가 존재하며 1세기에 카락스의 이시도어에 의해 언급된 프라이로 알려져 있기도 하다. 5세기에 파라는 사산 제국 동부의 주요 거점 이었다. 두 차례의 약탈(1221년 몽골, 1837년 페르시아 제국) 이후로 크게 피폐해 졌으나, 1930~1950년대에 칸다하르-헤라트 도로가 건설되고 파라 강에 다리가 건설되어 예전보다는 못하지만 중요성이 다시 커졌다. 1979년 초 소련의 군사개입이 있을 당시 이 근처에서 치열한 전투가 전개되었으며, 1980년대까지 이 지역에서는 전투가 간헐적으로 계속된 바 있다.

## 같이 보기
- 지역재건팀